# Moneta da Cremona
Moneta da Cremona (Cremona, 1180 circa – dopo il 1238) fu un inquisitore domenicano.

Moneta da Cremona

Professore di filosofia nello Studio di Bologna dal 1218, si fece frate domenicano nel 1220 dopo aver conosciuto Domenico di Guzmán che morì a Bologna nel 1221. Fu inquisitore in Lombardia e, tratto dalla sua stessa esperienza, scrisse un Adversus catharos et valdenses in cinque libri.